# Lamprotornis
Lamprotornis es un género de aves paseriformes perteneciente a la familia  Sturnidae. Se distribuyen por África al sur del Sahara. 

## Especies
Según la clasificación del Congreso Ornitológico Internacional (versión 2.7, 2011):
| - Lamprotornis nitens. - Lamprotornis chalybaeus. - Lamprotornis chloropterus. - Lamprotornis elisabeth. - Lamprotornis chalcurus. - Lamprotornis splendidus. - Lamprotornis ornatus. - Lamprotornis iris. - Lamprotornis purpureus. - Lamprotornis purpuroptera. - Lamprotornis caudatus. - Lamprotornis regius. | - Lamprotornis mevesii. - Lamprotornis australis. - Lamprotornis acuticaudus. - Lamprotornis superbus. - Lamprotornis hildebrandti. - Lamprotornis shelleyi. - Lamprotornis pulcher. - Lamprotornis unicolor. - Lamprotornis fischeri. - Lamprotornis bicolor. - Lamprotornis albicapillus. |